# Meridiano 36 W
O meridiano 36 W é um meridiano que, partindo do Polo Norte, atravessa o Oceano Ártico, Gronelândia, Oceano Atlântico, América do Sul, Oceano Antártico, Antártida e chega ao Polo Sul. Forma um círculo máximo com o Meridiano 144 E.
Começando no Polo Norte, o meridiano 36 Oeste tem os seguintes cruzamentos:
| País, território ou mar                | Notas |
| -------------------------------------- | --- |
| Oceano Ártico                          | |
| Gronelândia                            | |
| Oceano Atlântico                       | |
| Brasil                                 | |
| Oceano Atlântico                       | |
| Ilhas Geórgia do Sul e Sandwich do Sul | Ilha Geórgia do Sul                                                                                         |
| Oceano Atlântico                       | |
| Oceano Antártico                       | Mar de Weddell                                                                                              |
| Antártida                              | Território reivindicado pela Argentina (Antártida Argentina) e Reino Unido (Território Antártico Britânico) |